# Dobry pasterz (film)
Dobry pasterz (ang. The Good Shepherd, znany również jako The Confessor w Stanach Zjednoczonych) – kanadyjski thriller z 2004 roku w reżyserii Lewina Webba. Wyprodukowany przez Sony Pictures Home Entertainment.

## Opis fabuły
Ambitny ksiądz Daniel Clemens (Christian Slater) zajmuje się głównie swoją karierą, a nie posługą duszpasterską. Jego życie zmienia się, gdy w więzieniu ginie oskarżony o morderstwo duchowny. Daniel chce poznać prawdę o tej sprawie. Pomaga mu dziennikarka Madeline Finney (Molly Parker).

## Obsada
- Christian Slater jako Daniel Clemens
- Molly Parker jako Madeline Finney
- Stephen Rea jako McCaran
- Gordon Pinsent jako kardynał Ledesna
- Nancy Beatty jako Lucy Gallagher
- Von Flores jako ojciec Andrews
- Daniel Kash jako Jeffrey Altman